# El Barrio de Los Hoteles (Santa Cruz de Tenerife)

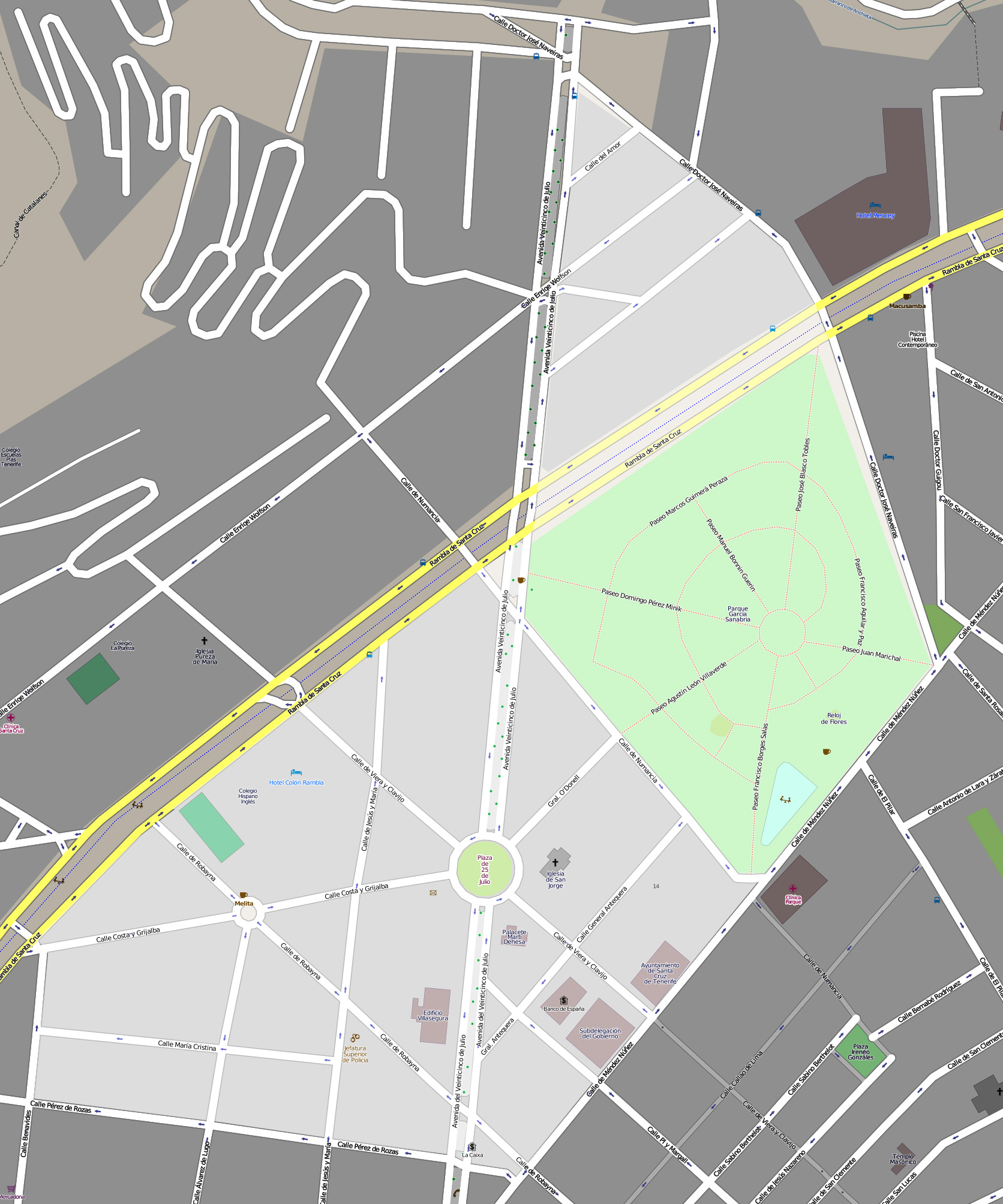
Barrio de Los Hoteles – Pino de Oro

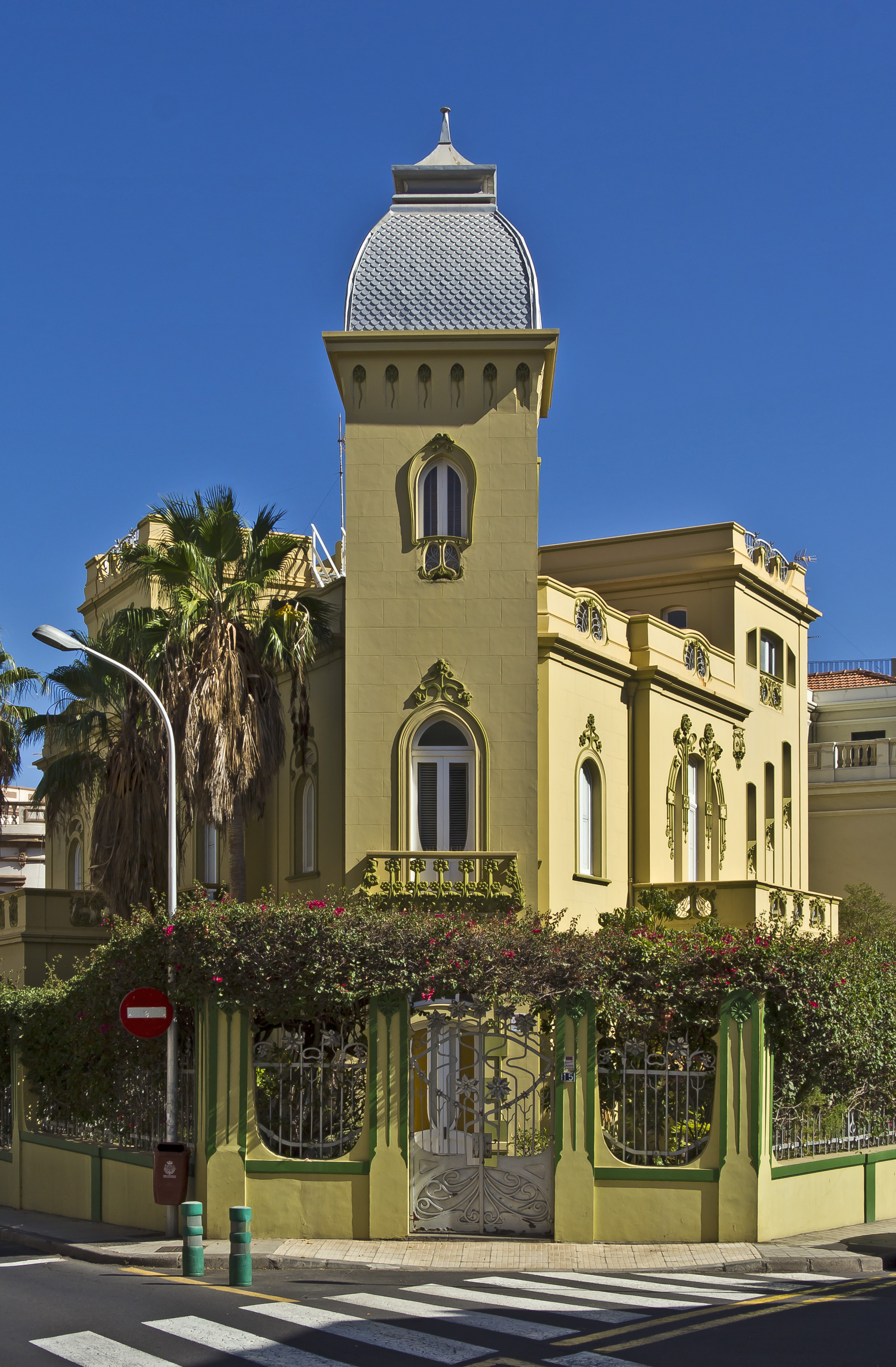
Casa Quintero

Bei dem Barrio de Los Hoteles – Pino de Oro handelt es sich um einen denkmalgeschützten Bereich (Conjunto Histórico) im westlichen Teil der Innenstadt von Santa Cruz de Tenerife. Der Stadtteil wurde im September 2005 vorläufig unter dem Namen Ciudad Jardín in das Register
als Bien de Interés Cultural eingetragen. Bei der endgültigen Eintragung  im April 2007 wurde der Name auf Wunsch der Stadtverwaltung von Santa Cruz der Tenerife in Barrio de Los Hoteles – Pino de Oro geändert. Der spanische Begriff „Hoteles“ bedeutet in diesem Fall nicht „Beherbergungs- und Verpflegungsbetrieb“ sondern steht für „Einzelhaus“, „Villa“.

## Entstehung des Stadtteils
Der Stadtteil Barrio de Los Hoteles – Pino de Oro gilt als typisches Beispiel für eine Villenkolonie. Das Stadtviertel entstand als Ende des 19. Jahrhunderts Bürger der Stadt, darunter viele mit ausländischer Herkunft, die ihr Vermögen als Geschäftsleute erworben hatten, repräsentative Wohnhäuser für sich und ihre Familien in der Nähe zum wirtschaftlichen Zentrum der Stadt wünschten. Aber auch einige der alteingesessenen Familien, die Eigentümer der traditionellen Herrenhäusern an der Plaza de la Candelaria oder der Calle del Castillo waren, ließen sich „moderne“ Gebäude im neu entstandenen Stadtteil bauen.
Auch wenn die Entwicklungspläne, die von Seiten der Stadtverwaltung aufgestellt wurden, selten zu verwirklichen waren, handelt es sich nicht unbedingt um einen „Urbanistischen Wildwuchs“. Ein großer Teil der Straßenverläufe wurde neu trassiert kurz bevor die Grundstücke bebaut bzw. die Park- und Gartenanlagen bepflanzt wurden.

## Abgrenzung des Ensembles
Die Plaza de 25 de Julio (Plaza de los Patos) bildet das Zentrum des damals zur Neubebauung vorgesehenen Areals. Innerhalb des geschützten Bereiches befinden sich eine große Anzahl von historisch interessanten Gebäuden die z. T. einzeln unter Denkmalschutz gestellt wurden (Bien de Interés Cultural, con categoría de Monumento).
Von besonderer Bedeutung sind:
- Das Rathaus (Ayuntamiento de Santa Cruz de Tenerife)[4]
- Die ehemalige Handelsschule  (Edificio Villasegura)[5]

- Die ehemals Englische Kirche (San Jorge)

Auch der Parque García Sanabria liegt im Barrio de Los Hoteles. Das damalige Neubaugebiet erstreckte sich auch auf einen Bereich auf der Außenseite der Rambla de Santa Cruz, der nicht in den „Conjunto Historico“ einbezogen wurde.

## Struktur des Stadtteils
Morphologisch bildet der Barrio de los Hoteles eine nahezu homogene Gesamtheit. Dieser Umstand ergab sich aus der recht kurzen Zeit in der dieser Stadtteil entstand und daraus, dass zu Beginn nur wenige Architekten die Entwürfe für die verschiedenen Häuser erstellten. Die Erschließung des neuen Stadtgebietes geschah in erster Linie durch die „Sociedad de Edificaciones y Reformas Urbanas“ (S.E.R.U) die von 1888 bis 1922 bestand.  Die Architekten dieser Gesellschaft erstellten weitgehend Entwürfe im Stil des Eklektizismus. Die Wohngebäude können zwei Typen zugeordnet werden: Das repräsentative „Einfamilienhaus“ mit dem Anspruch sich als Palais darzustellen und der Typ des einfacheren Gebäudes mit zwei oder drei Stockwerken mit mehreren großzügig gestalteten Wohnungen.